# Transport intermodal au Maroc
La généralisation du conteneur dans le transport maritime a amené le développement du transport intermodal au Maroc.
Le conteneur avec ces caractéristiques a forcé les compagnies maritimes à mettre en place des systèmes de transport terrestre pour mieux rejoindre les clients. Elles ont dû acquérir des tracteurs routiers, des châssis à conteneur, des grues à fourches des charriots et grues cavalières pour le dépôt et le terminal du port maritime. Il a fallu installer des centres d'entreposage, des dépôts intérieurs et des routes déséquilibrées.
Les armateurs se trouvent appelé à considérer les services non pas sous un angle maritime mais plutôt intermodal. Cela suppose qu'une amélioration de la productivité du transport maritime, ne devient intéressante que dans la mesure où elle ne se fait pas au détriment de la performance de l'ensemble de la chaine de transport.
Les grands armements de ligne ont cherché à contrôler en amont et en aval le transport de bout en bout de la chaine de transport. Ils le font en jouant le rôle de transitaires ou en détenant de la propriété de moyens de chargement et déchargement, de quais, de stockage, de parcs à conteneurs, de transport routier ou transport ferroviaire dont ils coordonnent la gestion. Ce qui contribue à abaisser les coûts et les temps de transport.
Mais plus important encore, les compagnies ont dû concevoir des systèmes d'informations permettant un suivi constant et une gestion optimal de la flotte des conteneurs. la complicité de ces systèmes est directement liée à la multiplicité des intervenants dans la chaine de transport de conteneurs.

## Le conteneur
Unité intermodale par excellence, le conteneur peut facilement passer d'un mode à l'autre sans que la marchandise ne sois jamais manipulée.
Le conteneur a grandement amélioré la rapidité de l'ensemble de la chaîne de transport intermodal et pour le chargeur, le conteneur est devenu un entrepôt mobile s'adaptant harmonieusement au concept de production en juste à temps qui vise notamment à réduire les stocks de matières premières et de produits finis.
Le conteneur a aussi l'avantage de protéger efficacement les marchandises contre les avaries, les pertes et le vol, qui était le lot du transport maritime.

## Exemple de l'importance des investissements logistique pour les compagnie maritimes au  Maroc
(février 2009).
Si vous disposez d'ouvrages ou d'articles de référence ou si vous connaissez des sites web de qualité traitant du thème abordé ici, merci de compléter l'article en donnant les références utiles à sa vérifiabilité et en les liant à la section « Notes et références ».
Pour souligner l'importance des investissements logistique pour les compagnies maritime au Maroc on présente un exemple des recettes et dépenses de la logistique dans une compagnie maritime en 1994:
Les recettes :
- 75,9 millions dirhams comme recettes de la division logistique : 53 % prévenant du forfait appliqué à l'utilisation des conteneurs par la direction commerciale et ce forfait s'élève à 1500 dirhams par conteneur de 20 pied et 3000 dirhams par conteneur de 40 pieds.
- 23 % de la recette totale de la division logistique comme transport terrestre.
- 12 % comme surestaries.

Les dépenses :
- 67,3 millions de dirhams prévenait de la location des conteneurs et de transport terrestre[3].